# Delfinen (1883)
Delfinen – duński torpedowiec z lat 80. XIX wieku. Okręt został zwodowany w 1883 roku w brytyjskiej stoczni John I. Thornycroft & Company w Chiswick, a do służby w Kongelige Danske Marine przyjęto go w sierpniu 1883 roku. Jednostka została skreślona z listy floty w marcu 1919 roku.

## Projekt i budowa
Torpedowce 1. klasy został zaprojektowany na duńskie zamówienie i zbudowany w brytyjskiej stoczni John I. Thornycroft & Company w Chiswick . Wodowanie odbyło się w 1883 roku.

## Dane taktyczno–techniczne
Okręt był torpedowcem o długości całkowitej 33,58 metra, szerokości całkowitej 3,64 metra i zanurzeniu 0,69 metra . Wyporność normalna wynosiła 59 ton, a pełna 66 ton . Okręt napędzany był przez pionową maszynę parową o mocy 670 KM, do której parę dostarczał jeden kocioł lokomotywowy . Maksymalna prędkość napędzanej jedną śrubą jednostki wynosiła 17 węzłów . Okręt zabierał 9 ton węgla.
Uzbrojenie artyleryjskie jednostki składało się z jednego pojedynczego rewolwerowego działka kalibru 37 mm M1875 L/17 . Okręt wyposażony był w dwie dziobowe wyrzutnie torped kal. 381 mm .
Załoga okrętu składała się z 15 oficerów, podoficerów i marynarzy .

## Służba
„Delfinen” został przyjęty do służby w Kongelige Danske Marine w sierpniu 1883 roku . W 1912 roku oznaczenie okrętu zmieniono na T4, a w 1916 roku na P2 . Jednostka została wycofana ze służby w marcu 1919 roku .